# Głębiniec (jezioro)
Głębiniec (niem. Tiefpfuhl See) –  jezioro na Równinie Torzymskiej, położone w województwie lubuskim, w powiecie słubickim, w gminie Rzepin.

## Opis
Jezioro jest położone wśród lasów Puszczy Rzepińskiej, około 2,5 km na południowy zachód od miejscowości Gajec.  Jezioro w swojej północno-zachodniej części silnie zeutrofizowane, zagospodarowane przez PZW.